# Richard Wright
Richard William »Rick« Wright, angleški pianist in klaviaturist, * 28. julij 1943, Hatch End, Middlesex, Anglija, † 15. september 2008.
Najbolje je bil poznan po igranju na klaviaturo v angleški psihedelični rock skupini Pink Floyd.